# Ben Lewis (diễn viên Canada)
Ben Lewis là một diễn viên và nhà văn người Canada được biết đến với vai diễn William Clayton trong hai phần cuối của Arrow. Anh cũng đóng vai Other Scott trong phim Scott Pilgrim vs. the World và Bobby Beckonridge trong phim Degrassi: The Next Generation.

## Sự nghiệp
Lewis tốt nghiệp Trường Sân khấu Quốc gia Canada. Một trong những vai diễn đầu tiên của anh là trong vai khách mời đóng vai Teddy Jones Jr., một tay trang trại đã giết những kẻ giết người của cha mình, trong phim Murdoch Mysteries vào năm 2009, nhưng vai diễn lớn nhất của anh đến vào giữa năm 2010 khi anh có một vai nhỏ với vai Other Scott trong bộ phim Scott Pilgrim vs. the World và đóng vai Bobby Beckonridge trong mùa thứ mười của Degrassi: The Next Generation; vào tháng 7 năm 2010, anh nói rằng chúng là vai diễn lớn nhất trong sự nghiệp của anh cho đến thời điểm đó.
Được phỏng vấn vào thời điểm đó, anh nói rằng trước khi nhận vai Bobby ở Degrassi, anh đã thử giọng cho buổi trình diễn theo nghi thức của Canada nhiều lần mà không thành công và anh đã không được mời tham gia vòng thử giọng đầu tiên cho Bobby vì họ đã tìm kiếm một diễn viên trẻ hơn, có cơ hội thử vai khi họ không tìm thấy ai. Bobby là một người bạn trai bạo hành với một số hành lý cá nhân, và Lewis nói rằng bạn diễn Annie Clark, người đóng vai Fiona, bạn gái của Bobby, là chìa khóa giúp anh ấy thực hiện điều này, nói: "Annie là cô gái ngọt ngào nhất, và chúng tôi thực sự rất hợp nhau ngay từ đầu, điều này thực sự hữu ích, đặc biệt là khi bạn đang giải quyết vấn đề nhạy cảm như vậy. Bạn cảm thấy rằng bạn tin tưởng đối phương và bạn thực sự có thể đi đến đó."
Trong phim Scott Pilgrim vs. the World, Lewis đóng vai Other Scott, bạn trai của Wallace Wells, bạn cùng phòng của Scott Pilgrim. Bài đánh giá trên The Scorecard Review của Jeff Bayer về bộ phim đã chấm điểm 10/10 cho dàn diễn viên của phim, lưu ý rằng "Những người bạn cùng nhóm của Scott thậm chí còn giỏi hơn. Alison Pill, người mà bạn có thể nhớ đến từ Milk và Ben Lewis trong vai Other Scott, đã đánh cắp mọi khoảnh khắc của họ trên màn ảnh. Đó chỉ là một dàn nhân vật tuyệt vời hỗ trợ bộ phim này". Trong buổi phát trực tiếp kỷ niệm 10 năm phim Scott Pilgrim vs. the World, Lewis đã tweet rằng "[Scott Pilgrim] đã thay đổi sâu sắc cuộc đời tôi. [Edgar Wright] thấy phù hợp để đưa tôi vào dàn diễn viên này là một vinh dự và là lá phiếu tín nhiệm lớn nhất mà một diễn viên trẻ có thể đã yêu cầu."
Lewis sau đó có các vai truyền hình trong phim Designated Survivor, The Handmaid's Tale, Chasing Life và Suits. Năm 2018, anh tham gia chương trình truyền hình siêu anh hùng Arrow của DC Comics trong mùa thứ bảy với tư cách là nhân vật định kỳ William Clayton, và trở thành nhân vật chính cho mùa thứ tám và cuối cùng. Lewis 'William là phiên bản trưởng thành của con trai của Arrow, được miêu tả khi còn nhỏ bởi Jack Moore, người xuất hiện trong dòng thời gian trong tương lai. Những cảnh năm 2040 với Lewis là những cảnh quay nhanh trong mùa thứ bảy; vì Lewis có vai trò lớn hơn trong mùa thứ tám, người ta suy đoán rằng thiết lập năm 2040 có thể quan trọng hơn trong mùa giải này.
Năm 2019, anh đã quay xong một vai trong bộ phim điện ảnh The High Note sắp tới. Trong đại dịch COVID-19, Lewis đã tham gia Cameo để quyên góp tiền cho các tổ chức từ thiện. Anh cũng đã viết kịch bản và đạo diễn các phim ngắn, bao gồm Apart from Everything và Zero Recognition, và viết cho web series This Week Had Me Like.

## Đời tư
Lewis công khai là người đồng tính và công khai với bố mẹ khi mới mười bảy tuổi. Anh đã kết hôn với diễn viên Blake Lee, người mà anh gặp trong phòng tắm của Nhà hát Trung Quốc Grauman tại buổi công chiếu Scott Pilgrim vs. the World sau khi được cho biết họ có bạn chung. Lee đã tham dự với tư cách là bạn của Aubrey Plaza. Lewis và Lee bắt đầu mối quan hệ xa cách giữa Los Angeles và Toronto. Họ có một con chó tên là Todd.
Lewis đã công khai chỉ trích Vũ trụ Điện ảnh Marvel vì không tuyển diễn viên LGBT+; trong một cuộc phỏng vấn năm 2019 với Attitude, anh nói "Có bao nhiêu Avengers chết tiệt vào thời điểm này, và không có một diễn viên đồng tính nào trong nhóm" – Attitude lưu ý rằng Lewis đã bỏ qua Tessa Thompson, một nữ diễn viên kỳ lạ đóng vai Avenger Valkyrie song tính, trong nhận xét của mình. Trong cùng một cuộc phỏng vấn, Lewis ca ngợi các nhà sản xuất Arrow đã "[cho] nhiều diễn viên hơn [...] một nền tảng để thành công". Nhân vật Arrow của anh đã được biến thành đồng tính sau khi Lewis yêu cầu cụ thể họ viết nó vào chương trình. Liên quan đến việc nhân vật của Lewis sắp ra mắt, tạp chí Out cũng than thở rằng DC Extended Universe chỉ có một nhân vật queer.